# Alex Hassan
Alexander Edward Hassan (né le 1er avril 1988 à Quincy, Massachusetts, États-Unis) est un ancien voltigeur de la Ligue majeure de baseball.

## Carrière
Joueur des Blue Devils de l'université Duke, Alex Hassan est repêché au 20e tour de sélection par les Red Sox de Boston en 2009. Il fait ses débuts dans le baseball majeur le 1er juin 2014 avec Boston et, à son premier match, réussit aux dépens du lanceur Erik Bédard des Rays de Tampa Bay son premier coup sûr au plus haut niveau.
Il est réclamé au ballottage le 20 novembre 2014 par les Orioles de Baltimore. Le 27 février suivant, avant le début de la nouvelle saison, c'est au tour des Athletics d'Oakland de le réclamer au ballottage. Il ne joue pas pour Oakland et est réclamé à nouveau au ballottage, cette fois par les Rangers du Texas, le 9 avril 2015. Il change de nouveau de club le 2 mai, sans même avoir joué pour Texas, lorsque les Athletics d'Oakland réclament à nouveau ses services. Il est libéré quelques jours plus tard sans avoir eu la chance de jouer pour Oakland.